# Василюк Олександр Анатолійович
Олекса́ндр Анато́лійович Василю́к (23 листопада 1984 — 29 серпня 2014) — молодший сержант Збройних сил України, учасник російсько-української війни.

## Короткий життєпис
Народився 1984 року в селі Романів (Луцький район, Волинська область). Закінчив романівську ЗОШ. З дитинства мріяв бути військовиком; їздив вступати у військове училище в Одесу, але не пройшов за конкурсом. Пішов на факультет «машинобудування» в Луцьку; закінчивши інститут, працював у Володимирі-Волинському.
Мобілізований у квітні 2014-го. Молодший сержант 51-ї окремої механізованої бригади.
Загинув під час прориву з оточення під Іловайськом. Востаннє воїна бачили в селищі Дзеркальне (Амвросіївський район Донецької області).
Упізнаний в лютому 2015 року за експертизою ДНК серед похованих під Дніпропетровськом невідомих Героїв. Перепохований 26 лютого 2015-го в Романові з військовими почестями.
Без сина лишились мама Раїса Олександрівна і батько Анатолій Василюки; старша і менша сестри.

## Нагороди та вшанування
За особисту мужність і героїзм, виявлені у захисті державного суверенітету та територіальної цілісності України, вірність військовій присязі під час російсько-української війни, відзначений — нагороджений
- 17 липня 2015 року — орденом «За мужність» III ступеня (посмертно)[1]
- Його портрет розміщений на меморіалі «Стіна пам'яті полеглих за Україну» в Києві: секція 3, ряд 4, місце 28
- Вшановується 29 серпня на щоденному ранковому церемоніалі вшанування українських захисників, які загинули цього дня у різні роки внаслідок російської збройної агресії[2]
- Почесний громадянин Волині (посмертно; рішення Волинської обласної ради від 10.12.2020 № 2/21)
- у романівській ЗОШ відкрито пропам'ятну дошку його честі.[3]